# PlayStation App
PlayStation App este o aplicație de software pentru dispozitive iOS și Android dezvoltată de PlayStation Mobile Inc. Ea acționează ca o aplicație companioană pentru consolele de jocuri video PlayStation, oferind acces la PlayStation Network cu caracteristici comunitare și telecomandă.

## Caracteristici
Aplicația permite utilizatorilor să:
- Vedeți ce prieteni sunt online și ce se joacă.
- Primiți notificări, alerte de joc și invitații.
- Personalizați profilul PSN.
- Vizualizați progresul și comparați trofeele.
- Țineți pasul cu cele mai recente activități de la prieteni și jucători care urmează.
- Obțineți jocuri din PlayStation Store și trimiteți solicitări de la distanță către PS4 pentru descărcare în fundal.

Sony a dezvoltat, de asemenea, alte aplicații pentru a completa aplicația principală, cum ar fi PlayStation Messages pentru a trimite mesaje utilizatorilor PSN, PlayStation Communities pentru a vizualiza comunitățile PS4 și PS4 Second Screen, pentru a utiliza dispozitivul ca al doilea ecran însoțitor pe anumite jocuri PS4, precum și o tastatură pe ecran pentru tastarea rapidă și ușoară. Acestea nu mai sunt disponibile (înafară de PS4 Second Screen) pentru că au fost implementate în PlayStation App.

## Istoricul actualizărilor
Prima versiune a aplicației a fost lansată pe 15 noiembrie 2013, ziua lansării PS4-ului în America de Nord. Versiunea 1.70 a fost lansată pe 30 aprilie 2014 adăugând notificări, cereri de prietenie și imagini de profil personalizate.  Versiunea 2.00 a fost lansată pe 27 octombrie 2014, adăugând suport pentru tablete.  Versiunea 2.50 lansată pe 26 martie 2015 a adăugat opțiuni de accesibilitate.  Versiunea 3.00 lansată pe 30 septembrie 2015 a adăugat Evenimente și logare pentru oaspeți. Versiunea 3.10 a adăugat capacitatea de a urmări jucătorii verificați și partea de mesagerie a fost separată în propria aplicație. Versiunea 3.50 a adăugat posibilitatea de a crea evenimente. 4.00 le-a permis utilizatorilor să își schimbe avatarul PSN chiar din aplicație. O nouă aplicație, PlayStation Communities a fost lansată pe 29 noiembrie 2016. 
PlayStation App fost complet reproiectată pe 7 noiembrie 2017 cu timpi de încărcare îmbunătățiți. A doua funcționalitate a ecranului a fost separată în propria aplicație și a fost eliminată capacitatea de a viziona emisiuni live și de a elimina listele de trofee cu o rată de finalizare de 0%. 
PlayStation App a fost complet reproiectată din nou pe 28 octombrie 2020, cu opțiuni pentru lansarea jocurilor de la distanță, gestionarea spațiului de stocare și conectarea la sistemul dvs. Puteți achiziționa și descărca jocuri direct din aplicație pe PS5 și PS4.
În timp ce utilizați telefonul, puteți crea grupuri și conversații vocale cu alte 15 persoane. PS Messages este, de asemenea, integrat în aplicația PlayStation.
În loc de vechea vizualizare web, Sony a adăugat un PlayStation Store complet nativ, așa că cumpărăturile și descărcarea de la distanță a jocurilor pe PS5 și PS4 ar trebui să fie mult mai ușoare. O interfață generală actualizată vă oferă o privire mai rapidă la ceea ce joacă prietenii, precum și la propriile dvs. jocuri care au fost jucate recent.